# Otto Addo
Nana Otto Addo (* 9. června 1975) je ghanský fotbalový trenér a bývalý hráč německého původu. Od poloviny března 2024 je trenérem ghanského národního fotbalového týmu.

## Mládí
Addo se narodil v Hamburku v Západním Německu ghanským rodičům.

## Klubová kariéra

### VfL 93 Hamburk
Addo začal svou kariéru v roce 1991 v Hamburku, kde hrál za Hamburger SV. V roce 1993 opustil Bramfelder SV a přestoupil do týmu VfL 93 Hamburk, kde v letech 1993 až 1996 odehrál 80 ligových zápasů a vstřelil 4 góly.

### Hannover 96
Addo v roce 1996 přestoupil do Hannoveru 96 v Regionalliga Nord (třetí německá liga). V týmu, který zahrnoval budoucí hvězdy Geralda Asamoaha a Fabiana Ernsta, udělal velký dojem. Tento tým prošel sezónou s více než 100 góly, ale v roce 1997 podlehl Energii Cottbus v postupovém play-off.
V roce 1998 Hannover konečně postoupil do 2. Bundesligy. Ve své první sezóně vstřelil Addo sedm gólů ve 30 zápasech a byl uznáván jako jeden z elitních hráčů ligy.

### Borussia Dortmund
Addo v roce 1999 přestoupil do Borussie Dortmund a za tým hrál více než 75krát. S týmem se stal mistrem Bundesligy v roce 2002. Brzdila ho však také četná zranění, protože si v této době třikrát přetrhl zkřížené vazy, poprvé po utkání Německého poháru proti SC Freiburg 15. července 2001. Hráč podstoupil vyšetření magnetickou rezonancí, které ukázalo, že má přetržené kolenní vazy, a 22. července tak podstoupil operaci pravého kolena na klinice Vail v Coloradu u světově uznávaného chirurga Dr. Richarda Steadmana. Poté se zcela uzdravil a stihl odehrál finále Poháru UEFA 2001/02 za Dortmund proti Feyenoordu Rotterdam 8. května 2002 na Feijenoord Stadion v Rotterdamu, kde Dortmund prohrál 3:2. Dne 7. září 2002 si Addo podruhé přetrhl kolenní vazy v pravém koleni v kvalifikaci na Africký pohár národů 2004 proti Ugandě v Kampale.
Dne 24. září 2003 si potřetí poranil své problematické pravé koleno při vítězství Dortmundu 2:1 v Poháru UEFA nad Austrií Vídeň. Už po 38 minutách byl vystřídán.
Po vynechání celého roku 2004 se Addo vrátil do akce jako náhradník při domácí remíze Dortmundu 1:1 s Borussií Mönchengladbach v posledním lednovém víkendu roku 2005.

### 1. FSV Mainz 05
Na začátku sezóny 2005/06 přestoupil do klubu 1. FSV Mainz 05. Sice se nezapojil do počáteční přípravy, hrál však natolik dobře, že si vysloužil nominaci do ghanského týmu, který se objevil na Mistrovství světa ve fotbale 2006.

### Hamburger SV
Dne 9. srpna 2007 podepsal tříletou smlouvu se svým mateřským klubem Hamburger SV, zpočátku střídavě s rezervou a prvním týmem. V roce 2008 oznámil svůj odchod z profesionálního fotbalu ve věku 33 let.

## Reprezentační kariéra
Ačkoli se narodil v Západním Německu, Addo hrál za národní tým Ghany sedm let počínaje rokem 1999. Debutoval při výhře 5:0 nad Eritreou dne 28. února 1999 a dosáhl mezinárodního uznání, když vedl svůj národ na Africkém poháru národů 2000. Za Ghanu nastoupil jako pravý záložník v utkání Mistrovství světa ve fotbale 2006 proti České republice dne 17. června 2006 na RheinEnergieStadion v Kolíně nad Rýnem, které Ghana vyhrála 2:0. Na turnaji se také podílel na výhře 2:1 nad Spojenými státy na Frankenstadionu v Norimberku.

## Trenérská kariéra
Addo zahájil svou trenérskou kariéru ve svém bývalém klubu Hamburger SV v roce 2009, v klubu působil jako trenér mládežnických týmů a asistent manažera až do roku 2015. V prosinci 2013 byl Addo jmenován hlavním skautem národního fotbalového týmu Ghany před Mistrovstvím světa ve fotbale 2014 a Africkým pohárem národů 2015, kde nahradil Ibrahima Tanka po Africkém poháru národů 2012 a Africkém poháru národů 2013.

### Borussia Dortmund
V dubnu 2019 bylo oznámeno, že Addo bude pracovat pro bývalý klub Borussia Dortmund jako "trenér talentů". Předtím zastával podobnou roli v Borussii Mönchengladbach od roku 2017. V prosinci 2020 byl povýšen na asistenta trenéra prvního týmu Edina Terziće, který byl povýšen na dočasného hlavního trenéra po vyhazovu hlavního trenéra Luciena Favreho.
Svou první trofej získal jako trenér poté, co Dortmund porazil RB Lipsko ve finále DFB-Pokalu 2020/21. Po přidělení Terziće jako technického ředitele a jmenování Marca Roseho novým hlavním trenérem pokračoval Addo ve své práci jako trenér talentů.

### Ghana
Dne 25. září 2021 Ghanská fotbalová asociace oznámila, že Adda jmenovala jedním ze dvou zástupců nového ghanského trenéra Milovana Rajevace. Dne 9. února 2022 asociace oznámila, že jmenovala Adda dočasným trenérem ghanského národního fotbalového týmu před finálovými zápasy play-off Mistrovství světa ve fotbale 2022 proti Nigérii. Dne 29. března 2022 se Ghaně (díky pravidlu venkovních gólů) podařilo kvalifikovat na Mistrovství světa ve fotbale 2022 v Kataru po remíze 1:1 proti Super Eagles z Nigérie. Black Stars z Ghany proti Nigérii předtím remizovali 25. března 0:0.
V květnu 2022 byl Addo jmenován hlavním trenérem do konce prosince spolu s Chrisem Hughtonem jako technickým poradcem a Georgem Boatengem a Mas-Ud Didi Dramanim jako asistenty trenérů. Addo vyhrál svůj první zápas v roli manažera 1. června poté, co dovedl Ghanu k vítězství 3:0 nad Madagaskarem v kvalifikaci na Africký pohár národů 2023.
Na Mistrovství světa ve fotbale 2022 Ghana prohrála svůj první zápas s Portugalskem 3:2, ale vyhrála svůj druhý zápas ve skupině proti Jižní Koreji 3:2. Addo se stal prvním Ghaňanem, který hrál za ghanský národní tým na Mistrovství světa ve fotbale a zároveň ho trénoval. Toto vítězství také učinilo Adda prvním ghanským trenérem, který vyhrál zápas na Mistrovství světa. O pět dní později Ghana prohrála s Uruguayí a byla vyřazena z turnaje ve skupinové fázi. Před začátkem mistrovství světa Addo naznačil, že po konci šampionátu odejde bez ohledu na výsledek. Po posledním zápase ve skupině Addo rezignoval na pozici hlavního trenéra Ghany a soustředil se na svou další roli trenéra talentů v Borussii Dortmund.

## Úspěchy
Borussia Dortmund
- Bundesliga: 2001/02
- Poražený finalista Poháru UEFA: 2001/02
- Poražený finalista DFL-Ligapokal: 2003